# Brad Rowe
Brad Rowe (Milwaukee, 15 mei 1970) is een Amerikaans acteur. 
Rowe begon zijn carrière in een aflevering van de televisieserie The Outer Limits, "A New Life". In 1998 speelde hij een terugkerend karakter genaamd Walt in de veelgeprezen sitcom NewsRadio. 
Hij heeft onder andere gespeeld in de tv-films Vanished en Lucky 7. Hij nam ook deel aan de documentaire van Tony Zierra in 2009, My Big Break, die het begin van de carrières van Rowe, Wes Bentley, Chad Lindberg en Greg Fawcett volgt. Het verwijst ook naar de recente film Shelter. Brad is ook de gastheer van het radioprogramma getiteld MIPtalk: Gesprekken met de meest interessante mensen van de wereld (Conversations with the World's Most Interesting People). Hij verscheen ook in de dramaserie General Hospital.
Hij is getrouwd met Lisa Fiori. Ze hebben een zoon genaamd Hopper.

## Filmografie
- 1996: Invisble Temptation
- 1997: Pensacola: Wings of Gold (televisieserie)
- 1997: Clueless (televisieserie)
- 1998: Billy's Hollywood Screen Kiss
- 1998: Pacific Blue (televisieserie)
- 1998: NewsRadio (televisieserie)
- 1998: The Pandora Project
- 1999: Purgatory
- 1999: Stonebrook
- 1999: Body Shots
- 1999: Wasteland (televisieserie)
- 2000: The Wild Thornberrys (televisieserie)
- 2000: Christina's House
- 2000: The '70s
- 2001: The Outer Limits
- 2001: Feather Pimento
- 2001: Nailed
- 2001: According to Spencer
- 2002: Leap to Faith (televisieserie)
- 2002: Full Frontal
- 2002: Would I Lie to You?
- 2003: Miss Match (televisieserie)
- 2003: Getting Hal Hal
- 2003: The Uninvited
- 2003: October
- 2003: Lucky 7
- 2003: Fish Without a Bicycle
- 2003: Certainly Not a Fairytale
- 2004: Jessica
- 2004: Shut Up and Kiss Me!
- 2005: Mystery Woman: Sing Me A Murder
- 2005: Nadine in Date Land
- 2005: Love for Rent
- 2005: Four Corners of Suburbia
- 2006: Vanished
- 2006: Last Day
- 2007: The Insatiable
- 2007: Shelter Shaun
- 2007: National Treasure: Book of Secrets
- 2008: Whore
- 2010: General Hospital (televisieserie)